# Catocala iliana
Catocala iliana är en fjärilsart som beskrevs av Embrik Strand 1914. Catocala iliana ingår i släktet Catocala och familjen nattflyn. Inga underarter finns listade i Catalogue of Life.